# 岩本孫右衛門
岩本 孫右衛門（いわもと まごえもん、慶長2年（1597年） - 寛文8年6月24日（1668年8月1日））は、荒木又右衛門の門人で「鍵屋の辻の決闘」で師に従い参加。名は政利（まさとし）。
慶長2年、因幡国高草郡岩井郷岩本村（現 鳥取市金沢）に生まれる。岩本家九代隠の家譜（鳥取県立博物館 蔵）によると、その先祖は雲州尼子家臣山中鹿之助組下の酒井孫六。孫六は因幡国葛尾城にて討死、子孫は前述岩本村にて農業に従事していた。その末裔の孫右衛門が倅六助を連れて、大和郡山の荒木又右衛門に弟子入りした。渡辺数馬の「仇討」に加わったのは父の名を継いだ倅の六助である。諸説あるが、この時は森姓を名乗っていたようである。後に渡辺家が美田姓になったように、寛永15年9月24日鳥取藩に直参として五人扶持を支給されたとき岩本姓を名乗ったようである。改名の理由は旗本らの追及を逃れるためとも言われている。孫右衛門は同年12月10日に三十俵を支給され、慶安元年（1648年）中小姓となり二十俵を加増されている。なお鳥取藩には養子をとると「養子減り」という禄高を減ぜられる制度があるが、「渡辺数馬家筋」として「養子減り」を免ぜられている。
子孫では五代平六（有賓）が詩をよくしたと「鳥取藩史第1巻･藩士列伝1」に記載がある。九代隠（孫右衛門政勝）は鳥取藩陸軍奉行を務め、その時廃藩を迎えた。十代芳八は私立鳥取女学校の創立者（明治39年4月24日の「鳥取新報」に記載あり）。
墓は鳥取市寺町光明寺にある。十二代が神奈川県横須賀市、十三代が北九州市に暮らしている。